# هوارد دالتون
هوارد دالتون (بالإنجليزية: Howard Dalton)‏ هو عالم أحياء دقيقة بريطاني، ولد في 8 فبراير 1944 في نيو مالدن ‏ في المملكة المتحدة، وتوفي في 12 يناير 2008.